# Peritrechus lundii
De Lunds dartelwants (Peritrechus lundii) is een wants uit de onderfamilie Rhyparochrominae en uit de familie bodemwantsen (Lygaeidae).
De onderfamilie Rhyparochrominae wordt ook weleens als een zelfstandige familie Rhyparochromidae gezien in een superfamilie Lygaeoidea. Lygaeidae is conform de indeling van bijvoorbeeld het Nederlands Soortenregister.

## Uiterlijk
De soorten uit het genus Peritrechus hebben op het halsschild (pronotum) aan de zijkant een lichte vlek (vaak niet goed zichtbaar). De voordijen hebben slechts één of twee kleine stekels. Ze zijn langvleugelige (macropteer).
Deze wants is 4,2 tot 4,9 mm lang. De kop, de poten, de antennes (behalve een bruin onderste deel van het tweede segment) en de bovenkant van halsschild (pronotum) zijn zwart. Het onderste deel van het halsschild is bruin met zwart. Het schildje (scutellum) is ook zwart, maar met een bruine onderste punt. De voorvleugels zijn grijsbruin met twee donkere vlekken en donkere spikkels. Het membraan (doorzichtig deel van de voorvleugels) is donker met een witte vlek op het uiteinde. De voordij heeft één stekel.

## Verspreiding en habitat
De soort is wijdverspreid in Europa van het zuiden van Scandinavië tot in het Middellandse Zeegebied en daar aansluitend in Noord-Afrika. Naar het oosten komt hij voor tot in het gebied rond de Zwarte Zee. Ze worden aangetroffen in warme, open of halfschaduwrijke, kruidenrijke biotopen. (heidevelden, graslanden, bosranden)

## Leefwijze
De wantsen leven van zaden in de strooisellaag en klimmen zelden (bij warm weer) in de planten. Men neemt aan dat de wants polyfaag is. Beschreven planten zijn: Hoornbloem (Cerastium), alsem (Artemisia), vetkruid (Sedum), klaver (Trifolium), dophei (Erica), leeuwenklauw (Aphanes) en brandnetel (Urtica). De imago’s overwinteren en paren vooral eind april en in mei. De volwassen wantsen van de nieuwe generatie verschijnen vanaf eind juli of in augustus. Er is één generatie in een jaar.